# Paragotoea
Paragotoea is een geslacht van neteldieren uit de  familie van de Corymorphidae.

## Soort
- Paragotoea bathybia Kramp, 1942